# Воронов, Николай Александрович (военный)
Никола́й Алекса́ндрович Во́ронов (5 (17) ноября 1868 — 1920) — русский военачальник. Генерал-майор. Участник Гражданской войны. Участник Белого движения в Сибири.

## Происхождение и довоенная служба
Происходил из потомственных дворян Санкт-Петербургской губернии. Выпускник Полоцкого кадетского корпуса, 1-го Павловского военного училища (1888), Академии Генерального штаба (1896).
Служить начал в 1888 году в звании подпоручика. Проходил службу в 130-м Херсонском полку. В 1900 году был произведен в капитаны.
С мая 1901 года служил помощником инспектора классов Псковского кадетского корпуса.
В 1903 году — подполковник.
С августа 1906 года — инспектор классов Владикавказского кадетского корпуса.
В 1907 году произведен в полковники.
С 13 сентября 1910 года служил инспектором классов Псковского кадетского корпуса.

## Участие в Гражданской войне
5 сентября 1918 года поступил в качестве младшего офицера 3-й батареи 1-го Казанского стрелкового артиллерийского дивизиона в Народную армию Самарского КОМУЧа.
Начиная с 30 января 1919 года состоял в резерве чинов Омского военного округа войск Российской армии адмирала Колчака. В марте 1919 года исполнял должность помощника начальника 13-й Казанской стрелковой дивизии, был утверждён в этой должности 14 июня 1919 года.